# Liste der Biografien/Malu
Liste der Biografien |
Portal Biografien |
Personensuche
# |
A |
B |
C |
D |
E |
F |
G |
H |
I |
J |
K |
L |
M |
N |
O |
P |
Q |
R |
S |
T |
U |
V |
W |
X |
Y |
Z |
?
 
Ma |
Mb |
Mc |
Md |
Me |
Mf |
Mg |
Mh |
Mi |
Mj |
Mk |
Ml |
Mm |
Mn |
Mo |
Mp |
Mq |
Mr |
Ms |
Mt |
Mu |
Mv |
Mw |
Mx |
My |
Mz
 
Maa |
Mab |
Mac |
Mad |
Mae |
Maf |
Mag |
Mah |
Mai |
Maj |
Mak |
Mal |
Mam |
Man |
Mao |
Map |
Maq |
Mar |
Mas |
Mat |
Mau |
Mav |
Maw |
Max |
May |
Maz
 
Mala |
Malb |
Malc |
Mald |
Male |
Malf |
Malg |
Malh |
Mali |
Malj |
Malk |
Mall |
Malm |
Maln |
Malo |
Malp |
Malq |
Malr |
Mals |
Malt |
Malu |
Malv |
Malw |
Maly |
Malz
Die Liste der Biografien führt alle Personen auf, die in der deutschsprachigen Wikipedia einen Artikel haben. Dieses ist eine Teilliste mit 30 Einträgen von Personen, deren Namen mit den Buchstaben „Malu“ beginnt.

## Malu
- Malú (* 1982), spanische Sängerin
- Malu, Jonathan (* 1993), deutsch-kongolesischer Basketballspieler

### Maluc
- Malucelli, Matteo (* 1984), italienischer Autorennfahrer
- Malucelli, Matteo (* 1993), italienischer Radrennfahrer
- Malucha, Jewhen (* 1962), ukrainischer Schauspieler und Synchronsprecher
- Maluchina, Anna Iwanowna (* 1958), russische Sportschützin
- Maluco, César (* 1945), brasilianischer Fußballspieler
- Maluco, Elias (1966–2020), brasilianischer Drogenhändler

### Maluf
- Maluf, Paulo (* 1931), brasilianischer Politiker

### Maluh
- Maļuhins, Oļegs (* 1969), lettischer Biathlet

### Maluk
- Malukas, David (* 2001), amerikanisch-litauischer Automobilrennfahrer
- Malūkas, Edmundas Zenonas (* 1945), litauischer Schriftsteller und Politiker, Bürgermeister der Rajongemeinde Trakai

### Malul
- Malula, Joseph-Albert (1917–1989), kongolesischer Geistlicher, Erzbischof von Kinshasa und Kardinal

### Malum
- Maluma (* 1994), kolumbianischer SängerMaluma (* 1994)

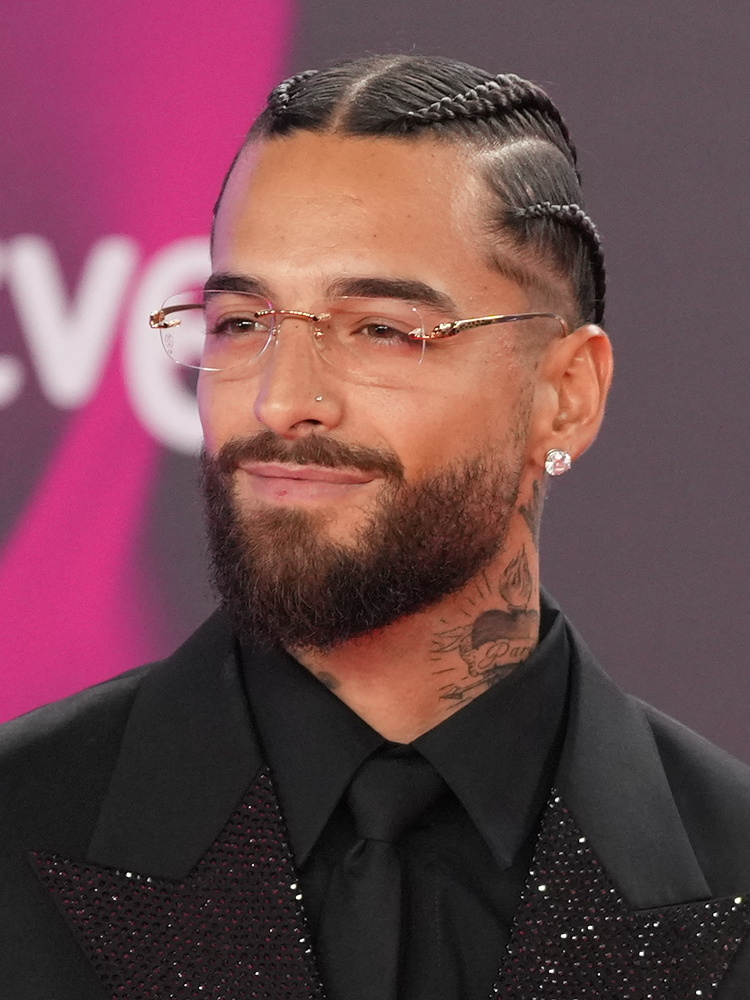
Maluma (* 1994)

- Maluma, Alfred Leonhard (1955–2021), tansanischer Geistlicher, römisch-katholischer Bischof von Njombe
- Malumian, Chatschatur (1863–1915), armenischer Journalist und politischer Aktivist

### Malun
- Malunat, Anna (* 1980), deutsche Theaterregisseurin
- Malunga, Barthélémy (1912–1995), kongolesischer Geistlicher, Bischof von Kamina
- Maluniaková, Laura (* 1998), slowakische Tennisspielerin

### Malur
- Malura, Dennis (* 1984), deutscher Fußballspieler
- Malura, Edmund (* 1955), deutscher Fußballspieler und Trainer
- Malura, Oswald (1906–2003), deutscher Maler
- Malura, Pavel (* 1970), tschechischer Fußballspieler und -trainer

### Malus
- Malus, Jaka (* 1996), slowenischer Handballspieler
- Malus, Louis (1775–1812), französischer Ingenieur und Physiker
- Malusà, Simone (* 1974), italienischer Snowboarder
- Maluscha, Mutter des Großfürsten Wladimir I.
- Maluschka, Axel (* 1972), deutscher Trainer, Redner, Karateka und Buchautor

### Malut
- Malutedi, Tom (* 1996), deutscher Para-Leichtathlet

### Maluv
- Maluvunu, Elias (* 2004), Schweizer Fussballspieler